# Nesalcis
Nesalcis là một chi bướm đêm thuộc họ Geometridae.